# Konopiska (gmina)
Konopiska – gmina wiejska w Polsce położona w województwie śląskim, w południowej części powiatu częstochowskiego.
Gmina została utworzona 1 lipca 1952 roku, gdy została mocno okrojona gmina Dźbów na rzecz nowych gmin: gminy Ostrowy (gromady Blachownia, Brzózka, Ostrowy, Walaszczyki, Wyrazów) i gminy Konopiska (gromady Aleksandria I i IV, Aleksandria II i III, Konopiska, Kopalnia, Korzonek, Trzepizury i Wygoda). Jednostka została zniesiona 29 września 1954 roku wraz z reformą wprowadzającą podział powiatów na gromady w miejsce gmin. 
Po reaktywowaniu gmin z dniem 1 stycznia 1973 roku gminę przywrócono, poszerzając o część nie reaktywowanej gminy Dźbów. W latach 1975–1998 gmina administracyjnie należała do województwa częstochowskiego.
Siedzibą gminy jest miejscowość Konopiska.
Według danych z 30 czerwca 2004 gminę zamieszkiwało 10 405 osób. Natomiast według danych z 31 grudnia 2017 rokugminę zamieszkiwało 10 775 osób.
Według danych z 31 grudnia 2019 roku gminę zamieszkiwało 10 736 osób.

## Środowisko
Przez gminę przepływają cieki wodne: Konopka, Trzepizurka, Olszynka, Kalinka. W Konopiskach, w Pająku zlokalizowany jest zbiornik retencyjny Zalew Pająk, który eksploatowany jest głównie w celach rekreacyjnych. 
Gmina Konopiska pod względem fizycznogeograficznym położona jest w Pasie Wyżyn Polskich, w makroregionie Wyżyny Woźnicko-Wieluńskiej, na terenie mezoregionów: Obniżenia Górnej Warty oraz Progu Herbskiego.
Gmina położona jest na terenie Parku Krajobrazowego Lasy nad Górną Liswartą, chroniącego siedliska leśne nad rzeką Liswartą oraz na otulinie, okalającej park o powierzchni 124,03 km². Na zachodnich obszarach gminy, znajduje się chroniony Obszar Natura 2000 Bagno w Korzonku (PLH240029).

## Transport

### Drogi
Przez teren gminy przebiega autostrada A1 biegnąca na całej swojej długości razem z trasą europejską E75. Na pograniczu granic gminy, a dzielnicą Dźbów w Częstochowie zlokalizowany jest węzeł drogowy Częstochowa Południe, na skrzyżowaniu autostrady A1 a DW908. Węzeł został zaprojektowany w formie trąbki.
W gminie biegną następujące drogi wojewódzkie:
- 904 Blachownia, Trzepizury (DK46) - Kopalnia - Konopiska - Rększowice - Kolonia Poczesna (DK91)
- 907 Niewiesze (DK40) - Toszek (DK94) - Tworóg (DK11) - Leśniaki - Konopiska - Wygoda
- 908 Częstochowa (DK43) - Wygoda (A1) - Łaziec - Rękoszowice - Kolonia Hutki - Hutki - Kalety - Miasteczko Śląskie - Tarnowskie Góry (DK78)

Przez gminę przebiegają drogi powiatowe:
| Numer drogi | Przebieg | Długość drogi w (km) |
| ----------- | --- | -------------------- |
| 1021S       | Olszyna - Aleksandria Druga (ul. Sosnowa, ul. Gościnna)                                                       | 3,2                  |
| 1022S       | Dębowa Góra - Hutki                                                                                           | 1,7                  |
| 1049S       | Blachownia (Ostrowy) - Częstochowa (Dźbów)                                                                    | 1,9                  |
| 1050S       | Konopiska (ul. Przemysłowa) - Walaszczyki - Wygoda                                                            | 5,3                  |
| 1051S       | Aleksandria Pierwsza (ul. Gościnna, ul. Piaskowa) - Aleksandria Druga (ul. Gościnna) - Kopalnia (ul. Szkolna) | 6,4                  |
| 1052S       | Hutki - Starcza                                                                                               | 2,0                  |
| 1055S       | Wąsosz - Młynek                                                                                               | 0,7                  |
|             | | 21,2                 |

## Struktura powierzchni
Według danych z roku 2002 gmina Konopiska ma obszar 78,11 km², w tym:
- użytki rolne: 59%
- użytki leśne: 30%

Gmina stanowi 5,14% powierzchni powiatu.

## Demografia

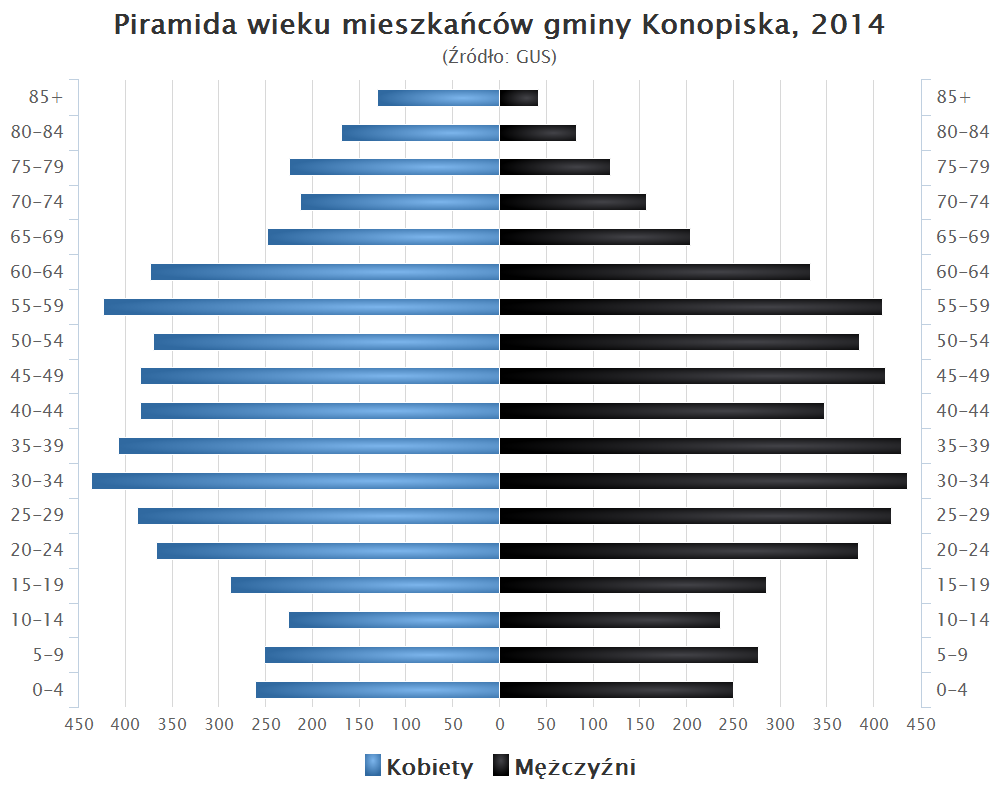
Piramida wieku mieszkańców gminy Konopiska w 2014 roku

Dane z 30 czerwca 2004:
| Opis                              | Ogółem | Ogółem | Kobiety | Kobiety | Mężczyźni | Mężczyźni |
| --------------------------------- | ------ | ------ | ------- | ------- | --------- | --------- |
| jednostka                         | osób   | %      | osób    | %       | osób      | %         |
| populacja                         | 10 405 | 100    | 5348    | 51,4    | 5057      | 48,6      |
| gęstość zaludnienia (mieszk./km²) | 133,2  | 133,2  | 68,5    | 68,5    | 64,7      | 64,7      |

## Podział administracyjny
W skład gminy wchodzą następujące sołectwa:
1. Aleksandria Druga
2. Aleksandria Pierwsza
3. Hutki
4. Jamki
5. Konopiska (siedziba urzędu gminy)
6. Kopalnia
7. Korzonek
8. Łaziec
9. Rększowice
10. Walaszczyki
11. Wąsosz
12. Wygoda

## Szkoły
- Zespół Szkół w im. Henryka Sienkiewicza w Konopiskach
- Szkoła Podstawowa im. Marii Konopnickiej w Jamkach-Korzonku
- Szkoła Podstawowa im. Jana Pawła II w Łaźcu
- Zespół Szkolno-Przedszkolny im. Jana Kochanowskiego w Aleksandrii
- Zespół Szkolno-Przedszkolny im. Mikołaja Kopernika w Hutkach
- Zespół Szkolno-Przedszkolny im. Tadeusza Kościuszki w Rększowicach
- Zespół Szkolno-Przedszkolny im. Jana Pawła II w Kopalni

## Sąsiednie gminy
Blachownia, Boronów, Częstochowa, Herby, Poczesna, Starcza, Woźniki